# Mochitsura Hashimoto
Mochitsura Hashimoto (橋本 以行?, Hashimoto Mochitsura; Kyoto, 14 ottobre 1909 – Kyoto, 25 ottobre 2000) è stato un militare giapponese.
Fu ufficiale comandante di sottomarini durante la seconda guerra mondiale. Il fatto più noto della sua vita è stato l'affondamento dell'incrociatore USS Indianapolis, mentre era al comando del sommergibile I-58. Chiamato a testimoniare alla corte marziale del Capitano McVay, Hashimoto non fu processato come temeva, anzi proseguì ancora nel servizio per qualche tempo diventando responsabile dei sottomarini per la JSDF.  
Ritornato in mare al comando di un cargo, venne processato nel 1974 per una collisione del cargo da lui comandato con una nave liberiana, e venne riconosciuto colpevole per la morte di parte dell'equipaggio. Si ritirò in un tempio scintoista.
Nel 1999 si unì allo sforzo dei sopravvissuti all'affondamento dell'USS Indianapolis per riabilitare il capitano McVay. Nell'ottobre 2000 il Congresso degli Stati Uniti pose fine alla questione approvando una risoluzione secondo la quale sullo stato di servizio del capitano McVay dovesse essere riportato che "egli era prosciolto dalle accuse per la perdita dell'Indianapolis". Il presidente Bill Clinton stesso firmò la risoluzione.
Il comandante Hashimoto morì a Kyoto il 25 ottobre 2000, all'età di 91 anni.